# Brahmoïsme
 (mars 2024).
La mise en forme du texte ne suit pas les recommandations de Wikipédia : il faut le « wikifier ».
Les points d'amélioration suivants sont les cas les plus fréquents. Le détail des points à revoir est peut-être précisé sur la page de discussion.
- Les titres sont pré-formatés par le logiciel. Ils ne sont ni en capitales, ni en gras.
- Le texte ne doit pas être écrit en capitales (les noms de famille non plus), ni en gras, ni en italique, ni en « petit »…
- Le gras n'est utilisé que pour surligner le titre de l'article dans l'introduction, une seule fois.
- L'italique est rarement utilisé : mots en langue étrangère, titres d'œuvres, noms de bateaux, etc.
- Les citations ne sont pas en italique mais en corps de texte normal. Elles sont entourées par des guillemets français : « et ».
- Les listes à puces sont à éviter, des paragraphes rédigés étant largement préférés. Les tableaux sont à réserver à la présentation de données structurées (résultats, etc.).
- Les appels de note de bas de page (petits chiffres en exposant, introduits par l'outil «  Source ») sont à placer entre la fin de phrase et le point final[comme ça].
- Les liens internes (vers d'autres articles de Wikipédia) sont à choisir avec parcimonie. Créez des liens vers des articles approfondissant le sujet. Les termes génériques sans rapport avec le sujet sont à éviter, ainsi que les répétitions de liens vers un même terme.
- Les liens externes sont à placer uniquement dans une section « Liens externes », à la fin de l'article. Ces liens sont à choisir avec parcimonie suivant les règles définies. Si un lien sert de source à l'article, son insertion dans le texte est à faire par les notes de bas de page.
- La présentation des références doit suivre les conventions bibliographiques. Il est recommandé d'utiliser les modèles {{Ouvrage}}, {{Chapitre}}, {{Article}}, {{Lien web}} et/ou {{Bibliographie}}. Le mode d'édition visuel peut mettre en forme automatiquement les références.
- Insérer une infobox (cadre d'informations à droite) n'est pas obligatoire pour parachever la mise en page.

Pour une aide détaillée, merci de consulter Aide:Wikification.
Si vous pensez que ces points ont été résolus, vous pouvez retirer ce bandeau et améliorer la mise en forme d'un autre article.
 (mars 2024).
Le brahmoïsme est une doctrine religieuse hindoue née de la Renaissance bengali du milieu du XIXe siècle, le mouvement indépendantiste indien naissant,. Les adhérents, connus sous le nom de Brahmos (singulier Brahmo), sont principalement d'origine ou de nationalité indienne ou bangladaise.
La doctrine du brahmoïsme est diffusée par l'organisation Brahmo Samaj, littéralement la « Société de Brahma », qui a été fondée en tant que mouvement par Râm Mohan Roy.

## Principes fondamentaux
Les articles de foi Brahmo dérivent des principes fondamentaux (Adi) de la religion Adi Brahmo Samaj .
Sur Dieu : Il existe toujours une Singularité Infinie (illimitée, indéfinissable, imperceptible, indivisible) – Auteur Singulier Immanent et Transcendant et Conservateur de l'Existence – « Celui » dont l'Amour se manifeste partout et en tout, dans le feu et dans l'eau, depuis la plus petite plante au chêne le plus puissant.
Sur l'être : L'être est créé à partir de la singularité. L'être est renouvelé à la Singularité. L’être existe pour ne faire qu’un (à nouveau) avec la Singularité aimante. (voir Tat Tvam Asi).
Sur l'existence intelligente : les actions justes (dignes d'adoration, intelligentes, morales) gouvernent seules (régulent, préservent) l'existence contre le chaos (perte, dégradation, retour, vide omniprésent). La connaissance (intelligence, raison, sensibilité, intuition) de la Conscience pure (lumière intérieure) est le Souverain (suprême) (autorité, loi, dharma]) de l'Existence sans symbole (création, écriture, livre, objet) ou intermédiaire (être, enseignant, messie, dirigeant).
Sur l'Amour : Respectez toutes les créations et tous les êtres mais ne les vénérez (adorez) jamais car seule la Singularité peut être aimée (adorée, vénérée).
Om Ekamevadwiteeyam
Satyam jyanam anandam brahma
Anandarupam amritam yadivibhuti
Shantam shivam advaitam
Shuddham apapabiddham.
Ô, Suprême,
Tu es Celui sans seconde,
Tu es Brahma ; la source de toute vérité, sagesse et bonheur,

Tu es infini, éternel, serein et pur.

### Articles de foi
Les articles de foi des Brahmos sont :
- Les Brahmos considèrent la droiture comme le seul mode de vie ;
- Les Brahmos adoptent la vérité, la connaissance, la raison, le libre arbitre et l'intuition vertueuse (observation) comme guides ;
- Les Brahmos adhèrent aux principes laïcs mais s'opposent au sectarisme et à l'imposition de croyances religieuses dans la gouvernance (en particulier la propagation des croyances religieuses par le gouvernement) ;
- Les Brahmos acceptent la coexistence des principes de Brahmo avec la gouvernance, mais s'opposent à toute gouvernance en conflit avec les principes de brahmo ;
- Les Brahmos rejettent le théisme étroit (en particulier le polythéisme), l'idolâtrie et le symbolisme ;
- Les Brahmos rejettent la nécessité de rituels formels, de prêtres ou de lieux (église, temple, mosquée) de culte ;
- Les Brahmos rejettent le dogme et la superstition ;
- Les Brahmos rejettent les Écritures comme autorité ;
- Les Brahmos rejettent les révélations, les prophètes, les gourous, les messies ou les avatars comme autorité ;
- Les Brahmos rejettent le sectarisme et les distinctions irrationnelles comme la caste, la croyance, la couleur, la race, la religion qui divisent les êtres ;
- Les Brahmos rejettent toute forme de totalitarisme ;
- Les Brahmos examine la notion répandue de « péché » ;
- Les Brahmos examinent les notions répandues de « paradis » ou d'« enfer » ;
- Les Brahmos examine la notion répandue de « salut » ;

- L'adhésion à ces articles n'est exigée que des Adi Brahmos ou des Sadharan Brahmos qui acceptent l'adi -isme, c'est-à-dire l'acte de fiducie de Brahmo Sabha (1830). Le brahmoïsme est considéré comme une synthèse de l'hindouisme, de l'islam et de l'unitarisme[6],[7],[8],[9],[10].

## Histoire
Alors que Râm Mohan Roy visait à réformer la religion hindoue à travers l'Unitarisme, son successeur Maharshi Debendranath Tagore rejeta en 1850 l'infaillibilité des Vedas. Tagore a tenté de conserver certaines coutumes hindoues, mais une série de schismes a finalement abouti à la formation du Sadharan Brahmo Samaj en 1878.
Ainsi, en 1901, une décision du Conseil privé de l'Inde britannique a constaté que « la grande majorité des religieux brahmo ne sont pas hindous et ont leur propre religion ».
Le Brahma Dharma a été codifié pour la première fois par Debendranath Tagore avec la formulation du Brahmo Dharma Beej et la publication du Brahma Dharma, un livre de 1848 ou 1850 en deux parties. Le Brahma Dharma est la source de la foi spirituelle de chaque Brahmo et reflète le rejet par Brahmo des Vedas hindous en tant qu'autorité et l'abandon de la version unitaire de Dieu de Ram Mohan Roy. Les principes traditionnels des semences et le Brahmo Dharma (ou loi religieuse et morale) de Debendranath sont désormais devenus les « principes fondamentaux du brahmoïsme » et sont complétés par des règles évolutives précises pour les adhérents, semblables aux « articles de foi » qui régissent le mode de vie brahmo. De plus, l'assemblée des Brahmos (et aussi des Brahmo Samajists) pour une réunion ou un culte est toujours conforme aux principes du Trust de 1830 ou à ses dérivés.

### Chronologie
- 1828 : Raja Ram Mohun Roy crée Brahma Sabha (assemblée des brahmanes).
- 1829 : La Société asiatique admet les premiers Indiens parmi ses membres, dont les premiers sont Ramkamal Sen, Dwarkanath Tagore et Prasanna Coomar Tagore.
- 1830 : Dwarkanath Tagore, Prasanna Coomar Tagore et Ors. établir le premier lieu de culte Brahmo par le biais d'un acte de fiducie légal à Chitpur (Jorasanko Kolkata Inde). Ram Mohun part pour la Grande-Bretagne.
- 1833 : Ram Mohun meurt à Bristol.
- 1839 : Debendranath Tagore forme Tattwabodhini (Tattvaranjini) Sabha, l'association « Truth & Life Purpose Seekers » le 6 octobre 1839.
- 1843 : Tattwabodini Sabha fusionne avec Brahmo Sabha et Calcutta Brahmo Samaj est créée. Dwarkanath Tagore fonde la Great Western Bengal Railway Co. en conflit avec l'État.
- 1850 : Publication du livre Brahma Dharma en 2 parties par Debendranath. Répudiation de l'infaillibilité védique, séparation de l'hindouisme, établissement de la nouvelle religion.
- 1855 : Keshub Chunder Sen fonde la « British India Society », plus tard associée aux missionnaires chrétiens James Long et Charles Dall. Dall, un missionnaire unitarien itinérant, est dans un mariage difficile à Boston avec l'émancipatrice Caroline Wells Healey Dall, souffrant d'une série de dépressions mentales, et est suffisamment persuadé d'accorder à sa femme le divorce de Boston en naviguant pour toujours vers l'Inde en tant que premier unitarien étranger. missionnaire.
- 1856 : Devendranath Thakur se rend dans les collines de Simla.
- 1857 : Debendranath informe le prédicateur unitarien Charles Dall qu'il n'est plus le bienvenu à Calcutta Brahmo Samaj et qu'« il n'entendrait pas le nom de Jésus prononcé dans le Samaj ». Dall forme alors la Rammohun Roy Society pour sevrer les Brahmos libéraux de Debendranath. Keshub Sen s'abonne alors à Calcutta Brahmo Samaj pendant que Devendranath est absent à Simla. La mutinerie indienne éclate, presque tous les administrateurs de Brahma Samaj soutiennent la Couronne tout en cherchant une punition exemplaire pour les mutins.
- 1860 : Charles Dall attaque désormais ouvertement Debendranath et ses affiliés au groupe néo-chrétien libéral Brahmo en promouvant les méthodes de Theodore Parker et William Channing pour convertir les hindous au christianisme.
- 1866 : Le premier schisme de Brahmo et Calcutta Brahmo Samaj est renommé Adi (Premier) Brahmo Samaj pour le distinguer du groupe séparatiste progressiste.
- 1871 : Les dirigeants d'Adi Brahmo Samaj s'opposent publiquement à la faction progressiste à propos du projet de loi controversé sur le mariage de Brahmo, 1871, Debendranath déclarant : « Nous sommes des Brahmos en premier, et des Indiens ou des Hindous en second. »
- 1872 : Le projet de loi sur le mariage ne se limite apparemment pas aux Brahmos et est promulgué sous le nom de loi spéciale sur les mariages (acte III) de 1872. Une déclaration est requise indiquant « Je ne suis ni hindou, ni musulman, ni chrétien, ni juif » pour me marier en vertu de cette loi qui est utilisé presque exclusivement par Brahmos. 1878 : La faction dissidente se divise à nouveau, la majorité forme le Sadharan (général) Brahmo Samaj de la voie du milieu et est officiellement accueillie de nouveau dans le brahmoïsme par Debendranath Tagore et Rajnarayan Basu de l'Adi Samaj. Les dirigeants éminents de Sadharan Brahmo Samaj à l'époque comprennent Sivanath Sastri, Ananda Mohan Bose et Sib Chandra Deb.
- 1898 : La première branche de Brahmosamaj (At Calicut) (maintenant l'école Ayyathan qui fonctionne sous le patronage de Brahmo Samaj à Jail Road, Calicut) a été fondée par Ayyathan Gopalan, un grand réformateur social et fondateur du mouvement Sugunavardhini au Kerala. 1910 : Traduit la « Bible de Brahmo Samaj » - «Brahmo Dharma» écrite par Maharshi Debendranath Tagore en malayalam.
- 1924 : La deuxième branche de Brahmo Samaj au Kerala est créée par Ayyathan Gopalan à Alappuzha (Kerala) Poonthoppu, Kommady (aujourd'hui Grihalakshmi Gandhi Smaraka Seva Aangam)